# Азамат Герай
Азама́т Гера́й (Гире́й) (крым. Azamat Geray, ازمات كراى‎; ум. 24 июня 1632) — нурэддин (1610—1623, 1625—1627, 1628—1631) и калга (1631—1632), старший сын крымского хана Селямета I Герая (1608—1610).

## Биография
В 1610 году скончался крымский хан Селямет I Герай, отец Азамата Герая. Турецкий султан Ахмед I назначил новым ханом Джанибека Герая (1610—1623), который назначил Азамата Герая нурэддином.
Весной 1615 года нурэддин Азамат Герай возглавил большой набег на южные польские владения. Крымскотатарское войско под предводительством Азамата разорило Правобережную Украину.
В 1617—1619 годах нурэддин Азамат Герай сопровождал хана Джанибека Герая в неудачной военной кампании Османской империи против Персии.
В 1621 году Азамат Герай участвовал в новом походе Джанибека Герая на Речь Посполитую, в результате которого турецко-крымскотатарские войска были разгромлены польско-казацкой армией в битве под Хотином.
Весной 1623 года хан Джанибек Герай был отстранён новым османским султаном Мустафой от престола и сослан на остров Родос. Азамат Герай лишился должности нурэддина и также уехал в турецкие владения. Новый крымский хан Мехмед III Герай, утвердившись на ханском престоле, назначил калгой своего брата Шахина Герая, а новым нурэддином — Девлета Чобан-Герая.
Весной 1624 года турецкий султан Мурад IV отстранил от власти непокорного хана Мехмеда III Герая и вторично назначил крымским ханом Джанибека Герая. В мае Джанибек Герай, сопровождаемый калгой Девлетом Гераем и нурэддином Азаматом Гераем, с турецким войском высадился в Кафе. Однако хан Мехмед III Герай и калга Шахин Герай, собрав в Крыму большое войско, осадили Кафу и отказались исполнять султанское решение. В августе Джанибек Герай с турецким войском выступил из Кафы на Бахчисарай, но в битве под Карасубазаром был разгромлен и бежал из Крыма. Царевич Азамат Герай не последовал примеру Джанибека Герая и остался в Крыму. Мехмед III Герай назначил Азамата Герая своим нурэддином.
Осенью 1625 года нурэддин Азамат Герай участвовал в походе Мехмеда III Герая на южные польские владения. Крымские и ногайские отряды разорили окрестности Бара, Галича и Львова, проникнув в Малую Польшу. В этом походе крымские татары и ногайцы, захватив в полон до 50 тысяч человек, понесли большие потери убитыми и пленными.
В августе-октябре 1626 года Азамат Герай возглавил новый разорительный набег на Речь Посполитую. Крымцы попытались разорить киевские места, но понесли большие потери. В битве под Белой Церковью польско-казацкое войско разгромило главные силы Азамата Герая.
В 1627 году Азамат Герай выступил против хана Мехмеда III Герая и вместе с буджацким мурзой Кантемиром бежал из Крыма в Буджак, а оттуда в османские владения. В следующем 1628 году Азамат Герай вместе с Кантемир-мурзой вторгся в Крым и участвовал в военных действиях против Мехмеда III и Шахина Герая. В том же 1628 году османский султан объявил о низложении хана Мехмеда III Герая и о восстановлении на ханском троне Джанибека Герая. Джанибек Герай с турецким войском высадился в Кафе и, получив поддержку крымской знати, занял Бахчисарай. Братья Мехмед и Шахин Гераи бежали из Крыма в Запорожскую Сечь. Царевич Азамат Герай перешел на сторону Джанибека Герая, который вторично утвердил его в звании нурэддина.
В ноябре 1631 года после смерти калги Девлета Герая хан Джанибек Герай назначил новым калгой бывшего нурэддина Азамата Герая. Вскоре между Джанибеком Гераем и калгой Азаматом Гераем начались ссоры. В июне 1632 года хан пригласил к себе калгу для объяснений, во время которых Азамат Герай был убит по приказу Джанибека Герая.